# Черяпкин, Иосиф Григорьевич
Иосиф Григорьевич Черяпкин (12 ноября 1905, Старые Верхиссы, Пензенская губерния — 6 декабря 1995, Санкт-Петербург) — Герой Советского Союза, гвардии полковник танковых войск.

## Биография
Родился 12 ноября 1905 года в селе Старые Верхиссы Инсарского уезда Пензенской губернии (ныне — Инсарский район Республики Мордовия). В 1921 году переехал в посёлок Потравный Иссинского района Пензенской губернии. Позже учился в пензенской совпартшколе.
В рядах Рабоче-крестьянской Красной армии с 1925 года. Участник боёв на Китайско-Восточной железной дороге (Дальний Восток) в 1929 году, похода на Западную Украину и в Западную Белоруссию в 1939 году.

Бюст на аллее Героев в Инсаре

На фронтах Великой Отечественной войны с июня 1941 года. Командир 50-й гвардейской танковой бригады (9-й гвардейский танковый корпус, 2-я гвардейская танковая армия, 1-й Белорусский фронт).
Полковник Черяпкин отличился в боях за пригороды Варшавы. С 16 по 25 января 1945 года бригада под его началом, действуя в качестве передового отряда, уничтожила до 3-х батальонов пехоты врага (около 2 тысяч человек). Звание Героя Советского Союза Иосифу Черяпкину было присвоено 6 апреля 1945 года.
Также И. Г. Черяпкин был награждён восемью орденами.

С 1950 года ушёл в запас. Проживал в Ленинграде.
Скончался в Санкт-Петербурге 6 декабря 1995 года. Похоронен в колумбарии крематория в Санкт-Петербурге.

## Увековечение памяти
- Бюсты Черяпкина установлены на аллеях Героев в городе Инсар (Республика Мордовия) и посёлке городского типа Исса (Пензенская область).